# 夕顔 (源氏物語)
- 源氏物語 > 源氏物語各帖のあらすじ > 帚木三帖 > 夕顔 (源氏物語)
- 源氏物語 > 源氏物語の登場人物 > 夕顔 (源氏物語)

| 源氏物語五十四帖 |        |    |        |
| 各帖のあらすじ   |        |    |        |
| 帖               | 名     | 帖 | 名     |
| 1                | 桐壺   | 28 | 野分   |
| 2                | 帚木   | 29 | 行幸   |
| 3                | 空蝉   | 30 | 藤袴   |
| 4                | 夕顔   | 31 | 真木柱 |
| 5                | 若紫   | 32 | 梅枝   |
| 6                | 末摘花 | 33 | 藤裏葉 |
| 7                | 紅葉賀 | 34 | 若菜   |
| 8                | 花宴   | 35 | 柏木   |
| 9                | 葵     | 36 | 横笛   |
| 10               | 賢木   | 37 | 鈴虫   |
| 11               | 花散里 | 38 | 夕霧   |
| 12               | 須磨   | 39 | 御法   |
| 13               | 明石   | 40 | 幻     |
| 14               | 澪標   | 41 | 雲隠   |
| 15               | 蓬生   | 42 | 匂宮   |
| 16               | 関屋   | 43 | 紅梅   |
| 17               | 絵合   | 44 | 竹河   |
| 18               | 松風   | 45 | 橋姫   |
| 19               | 薄雲   | 46 | 椎本   |
| 20               | 朝顔   | 47 | 総角   |
| 21               | 少女   | 48 | 早蕨   |
| 22               | 玉鬘   | 49 | 宿木   |
| 23               | 初音   | 50 | 東屋   |
| 24               | 胡蝶   | 51 | 浮舟   |
| 25               | 蛍     | 52 | 蜻蛉   |
| 26               | 常夏   | 53 | 手習   |
| 27               | 篝火   | 54 | 夢浮橋 |

夕顔とは、
1. 『源氏物語』五十四帖の巻の一つ。第4帖。帚木三帖の第3帖。
2. 『源氏物語』に登場する作中人物の女性の通称。「常夏（ナデシコの古名）の女」とも呼ばれる。

巻名及び人物名の由来はいずれも同人が本帖の中で詠んだ和歌「心あてにそれかとぞ見る白露の光そへたる夕顔の花」による。

## あらすじ

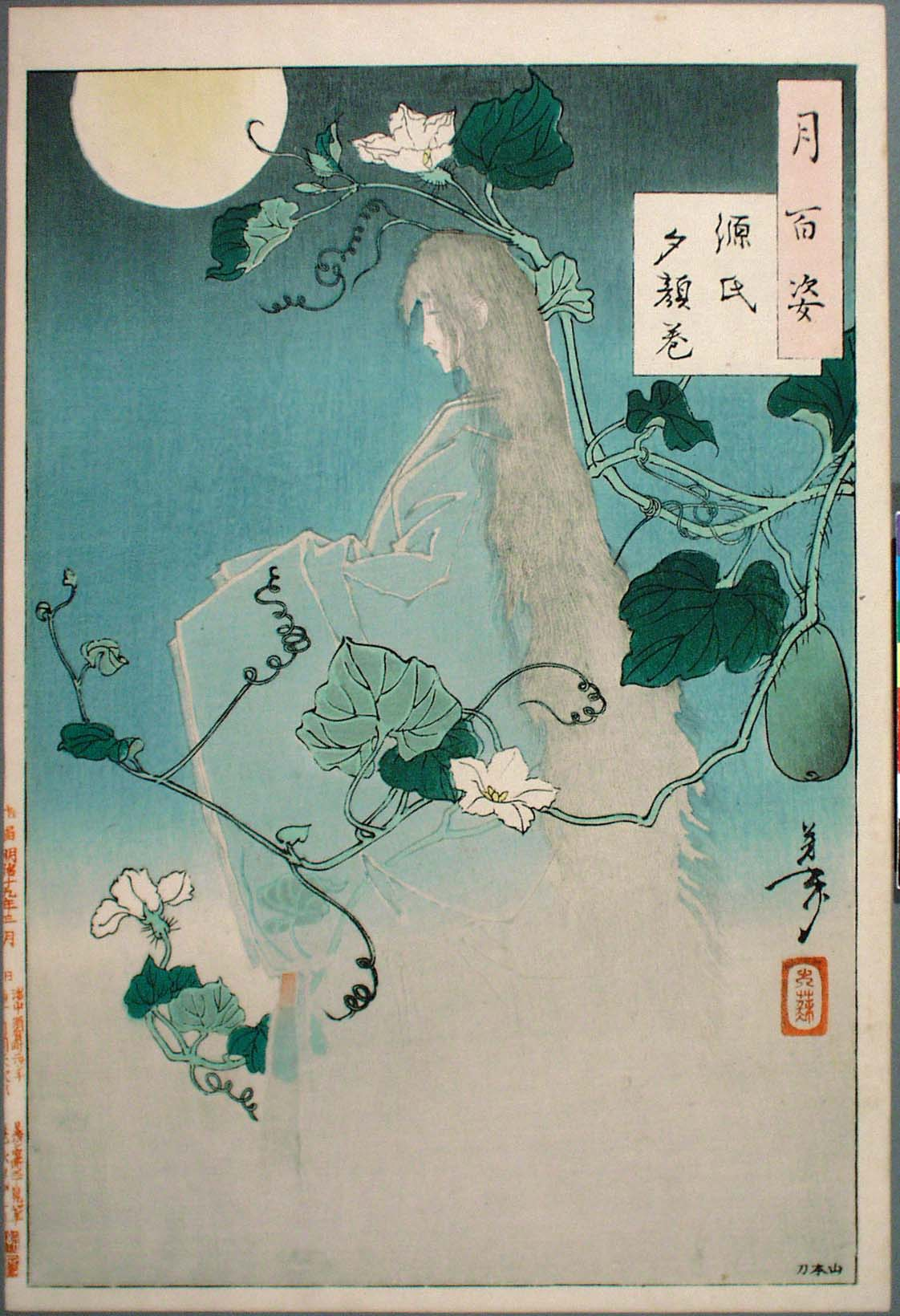
「源氏夕顔巻」（月岡芳年『月百姿』）

源氏17歳夏から10月。従者藤原惟光の母親でもある乳母の見舞いの折、隣の垣根に咲くユウガオの花に目を留めた源氏が取りにやらせたところ、邸の住人が和歌で返答する。市井の女とも思えない教養に興味を持った源氏は、身分を隠して彼女のもとに通うようになった。
可憐なその女は自分の素性は明かさないものの、逢瀬の度に頼りきって身を預ける風情が心をそそり、源氏は彼女にのめりこんでいく。
8月15日の夜、源氏は女の宿にすごし、なお水入らずで落ち着ける場所をもとめ、逢引の舞台として寂れた某院（なにがしのいん、源融の旧邸六条河原院がモデルとされる）に夕顔を連れ込んだが、深夜に源氏の夢に女性の霊（六条御息所とも言われるが不明）が現れて恨み言を言う。ものに襲われる気がして目が覚めると、灯火は消え、夕顔はそのまま人事不省に陥り、ようやく紙燭で照らすと、夢の女が一瞬現われ、夕顔は明け方に息を引き取った。
惟光の処置により夕顔の葬儀を終え、源氏は、ショックの余りひと月ほど床を離れられなかった。夕顔に仕えていた女房・右近から夕顔はかつて、頭中将の側室だった事を打ち明けられる。源氏はかつて「雨夜の品定め」で頭中将が語っていた「愛した女人が、北の方の嫉妬に遭い、姿を消した。」その女人が夕顔であることを悟る。
さらに、姫君（後の玉鬘）が一人いる事を知った源氏は、右近に「姫君を引き取りたい」と切り出すが、惟光に制止された。騒ぎになる事を恐れ事を公にせず、しばらくしてから夕顔が暮らしていた家へ向かった源氏。しかし、夕顔の家はすでに無人だった。
一方、空蝉は10月に、夫に伴われて伊予国に下っていった。

## 夕顔の人物像
三位中将の娘で、頭中将の側室と言う立場にあったが、その後市井にまぎれて暮らしている。若い光源氏の愛人となるも、互いに素性を明かさぬまま、幼い娘を残して若死にする。
父の死後、頭中将（当時は少将）と結ばれて一女（後の玉鬘）をもうけるが、本妻の嫉妬を恐れて姿を消した。「帚木」巻で語られた「雨夜の品定め」で、「常夏の女」として名前が出てくるがその時は聞き流される。
登場する回数こそ少ないものの、佳人薄命を絵に描いたような悲劇的な最後が印象に残る女性。儚げながら可憐で朗らかな性格で、源氏は短い間であったが彼女にのめりこみ、死後も面影を追う。
後には彼女の娘の玉鬘が登場し、物語に色を添える。